# Rafael Bernal
Rafael Bernal y García Pimentel (Ciudad de México, 28 de junio de 1915 - Berna, Suiza, 17 de septiembre de 1972) fue un diplomático, escritor, publicista, historiador y guionista mexicano, conocido ante todo por sus novelas policiacas, particularmente por El complot mongol.

## Datos biográficos
Bisnieto del historiador Joaquín García Icazbalceta, Rafael Bernal nace en la colonia Santa María la Ribera de la Ciudad de México. Su hermano mayor fue el antropólogo y arqueólogo Ignacio Bernal y García Pimentel, ambos fueron tíos de la politóloga Mónica Aspe Bernal.
Estudia en el Colegio Francés de San Borja y en el Instituto de Ciencias y Letras de la Ciudad de México, y posteriormente cursa el bachillerato en el Loyola College de Montreal, Canadá. A continuación ingresa a la Universidad Nacional Autónoma de México (UNAM). En 1972 obtiene el grado de doctor en letras por la Universidad de Friburgo, Suiza.
Fue un viajero verdaderamente incansable: recorrió Estados Unidos, Europa y Canadá (1930-1938), así como también Centroamérica, Colombia, Cuba y Venezuela. En 1961, continuó su peregrinar en calidad de diplomático; estuvo destinado en Honduras, Perú, Filipinas, Japón y Suiza, donde falleció. Su estancia de tres años durante la década de 1940 en la costa del estado mexicano de Chiapas incide en la escritura de sus obras Trópico, Caribal y Su nombre era muerte.
Trabajó también como periodista de radio y televisión, colaboró en numerosos medios de la prensa escrita e incursionó en el cine como productor y haciendo algunas adaptaciones. Además de novelas policiacas, Bernal escribió cuentos, poesías, teatro, historia; también realizó algunas traducciones.
A pesar del talento que le reconocen críticos y lectores, de que El complot mongol, su libro más conocido, es considerado una obra de culto y pieza fundadora de la novela negra en México, su vida y trabajo en general son poco conocidos. Algunos autores consideran que lo anterior es producto de sus primeros escritos, de tinte antirrevolucionario y su pertenencia por algún tiempo en el Partido Fuerza Popular, heredero del sinarquismo, movimiento nacionalista, católico y anticomunista. Incluso se discute su participación en una polémica acción sinarquista donde un grupo de militantes encapucharon la estatua de Benito Juárez en la Alameda Central de la capital mexicana, hecho por el que fue detenido. Sin embargo, él mismo negó la participación activa, aunque no su presencia en el lugar. El presidente Miguel Alemán le ofreció el indulto, pero él lo rechazó porque supondría aceptar la culpa.

## Obras
Poesía
- Federico Reyes, el cristero, Canek, 1941.
- Improperio a Nueva York y otros poemas, Ediciones Quetzal, 1943.

Novela
- Memorias de Santiago Oxtotilpan, Polis, 1945.
- Tres novelas policíacas, Jus, 1946. Portada realizada por Fernando Leal (1896-1964) 
  - Contenido: «El extraño caso de Aloysius Hands»; «De muerte natural» y «El heroico don Serafín»
- Un muerto en la tumba, Jus, 1946.
- Su nombre era muerte, Jus, 1947.
- El fin de la esperanza, Calpulli, 1948.
- Caribal. El infierno verde, publicada originalmente por entregas en La Prensa, del 4 de septiembre de 1954 al 5 de enero de 1955.
- Tierra de gracia, Fondo de Cultura Económica, 1963.
- El complot mongol, Joaquín Mortiz, 1969.

Cuento
- Trópico, Jus, 1946.
- En diferentes mundos, Fondo de Cultura Económica, 1967.
- Doce narraciones inéditas, Joaquín Mortiz, 2006.

Biografía
- Gente de mar, Jus, 1950.

Teatro
- La carta, estrenada el 8 de agosto de 1950.
- Antonia, estrenada en 1950.
- El ídolo, estrenada en 1952.
- Soledad, estrenada en 1952.
- La paz contigo o el martirio del padre Pro, estrenada en 1955.
- Teatro: Antonia; El maíz en la casa; La paz contigo; La carta, Jus, 1961.
- El maíz en la casa, estrenada en 1965.

Textos historiográficos
- México en Filipinas: estudio de una transculturación, Instituto de Investigaciones Históricas de la UNAM, 1965.
- El gran océano, Banco de México, 1992, reed. Fondo de Cultura Económica, 2003.
- Mestizaje y criollismo en la literatura de la Nueva España del siglo XVI, Banco de México, 1994.

Selecciones, recopilaciones, antologías
- Antología policíaca, FCE, 2015.
  - Contenido: «Prólogo» de Martín Solares; «El extraño caso de Aloysius Hands»; «De muerte natural»; «El heroico don Serafín»; «Un muerto en la tumba»; «La muerte poética»; «La muerte madrugadora»; «La declaración».[cita requerida]

## Cine
- La novela El complot mongol ha sido llevada al cine en dos oportunidades. En 1977, dirigida por Antonio Eceiza y con Pedro Armendáriz Jr. en el papel de Filiberto García[4] y en 2018, dirigida por Sebastián del Amo con Damián Alcázar en el mismo papel.